# حياتي إنت (فلم)
حياتي أنت فيلم دراما للمخرج يوسف معلوف عام 1952، كتب القصة والحوار يوسف عيسى وكتب السيناريو هنري بركات. الفيلم من بطولة شادية وكمال الشناوي وشكري سرحان، وتدور الأحداث حول سمير الذي يحب إلهام ويستعد للزواج بها، بينما يسعى ابن خالتها للفوز بها لثروتها، فيعمل على إيقاف تلك الزيجة.
صدر الفيلم إلى دور العرض المصرية في 29 سبتمبر 1952.
منح موقع قاعدة بيانات الأفلام العربية «السينما.كوم» الفيلم درجة 6.6/ 10.

## أحداث الفيلم
اجتهد سمير قدري (كمال الشناوي) وحصل على دبلوم الهندسة، ورفض التقدم للزواج من حبيبته إلهام مصطفى (شادية) قبل أن يبني مستقبله معتمدًا على نفسه. تقدم سمير لوظيفة عن طريق صديق والده بركات بك (علي عبد العال)، ولكن إلهام أوصته سراً أن يوجهه للعمل بدائرة والدتها درية هانم (عزيزة حلمي) التي يديرها زوجها حافظ بك (عبد الرحيم الزرقاني). قامت درية هانم برعاية وتربية ابن خالة إلهام، الشاب رشدي (شكري سرحان)، وباشر العمل في الدائرة تحت رئاسة زوج خالته. كان رشدي يهدد حافظ بك ببعض الرسائل التي كتبها لرجاء (منى) سكرتيرته والتي تكشف أنه لديه ابن منها. كان حافظ يخشى من افتضاح أمره لدى زوجته، وكذلك كانت إلهام تعلم بالأمر وتخاف على والدتها. أوعز رشدي إلى رجاء أن تساوم حافظ على الرسائل مقابل 3 آلاف جنيه، وقام حافظ بإرسال الموظف توفيق (لطفي الحكيم) بالمبلغ، ونجح في أخذ الرسائل، ولكن أثناء ذهابه للعزبة، اعترضه بسيوني (رشاد حامد)، الرجل التابع لرشدي، لكي يستعيد الرسائل منه مرة أخرى، ولكنه ألقى بالأوراق تحت السيارة وهرب. تصادف مرور سمير متجهًا للعزبة، وعثر على الرسائل وقرأها، وأعتقد أنها موجهة إلى إلهام، واستغرب أن تكون هناك علاقة بين إلهام وزوج والدتها، ولكن حافظ بك شرح الأمر لسمير، واعترف بخطأ ارتكبه وهو في حالة سكر، وان الخطابات كانت موجهة إلى رجاء سكرتيرته السابقة. تمكن رشدي من استعادة الرسائل وطلب من حافظ أن يطرد سمير وأن يزوجه من إلهام التي وافقت خشية تهديد رشدي. جاءت رجاء إلى العزبة وقابلت رشدى سراً وطلبت منه أن يتزوجها وإلا كشفت السر لحافظ بك، ووعدها بالزواج منها خلال أسبوع. استمع سمير لحديثهم سراً، فقرر معرفة السر من رجاء، وبالحيلة تعرف عليها في الكباريه، وادعى انه سكران وقص عليها قصته مع إلهام، وأنها ستتزوج من ابن خالتها رشدي، مما أثار رجاء، فاتصلت برشدي، وطالبته بالحضور لبيتها في اليوم التالي الساعة الثالثة، ولكنه أخبر حافظ أن رجاء تريد رؤيته في بيتها لإنهاء موضوع الرسائل. ذهب حافظ وعلم أنها لم تكن تريد حضوره، وجاء رشدى بعده ليضع لها السم حتى تلتصق التهمة بحافظ، ولكن سمير الذي كان يتابع الموقف تمكن من كسر باب البيت وأحضر طبيباً وأنقذها، مما دعاها لشرح اللغز له، وأن حافظ برئ، وقد تم وضعه في حالة سكر بين، ونامت بجواره، ولما استيقظ في الصباح أخبرته أنه سلبها عفتها أثناء سكره، ثم أخبرته أنها حملت، وفى الحقيقة أنها كانت حامل من رشدي. أبلغ سمير إلهام بالأمر تليفونيًا وذهب للعزبة لإخبار حافظ بالحقيقة ومعه رجاء. أطلق رشدى النار على رجاء فأصابها، وتشاجر مع سمير، ولكن رجاء تحاملت على نفسها وطعنت رشدي في ظهره ليموتا معاً، وعلمت دريه هانم بالحقيقة، وتزوج سمير من إلهام.

## طاقم التمثيل
- شادية: في دور إلهام
- كمال الشناوي: في دور سمير قدري (مهندس وحبيب إلهام)
- شكري سرحان: في دور رشدي (ابن خالة إلهام)
- عبد الرحيم الزرقاني: في دور حافظ بك (زوج والدة إلهام)
- عزيزة حلمي: في دور درية هانم (والدة إلهام)
- منى: في دور رجاء (سكرتيرة حافظ بك)
- لطفي الحكيم: في دور توفيق (موظف لدى حافظ بك)
- إحسان القلعاوي: في دور عزيزة
- وهبة حسب الله: في دور مدير الفندق
- عبد السلام محمد: في دور عطية
- كيتي: في دور الراقصة

بالاشتراك مع: رشاد حامد - كمال إمام - علي عبد العال.

## ثنائي بطولة الفيلم
اجتمع كمال الشناوي وشادية معا في أكثر من 32 فيلما متنوعا ما بين الرومانسية والكوميدية والتراجيدية، وكان أول فيلم جمعها في عام 1947 هو فيلم «حمامة السلام» للمخرج حلمي رفلة، ثم في فيلم ثان هو «عدل السماء» للمخرج أحمد كامل مرسى عام 1948، كانت السينما المصرية في تلك الفترة تركز وتعمل وتنتج الأفلام واضعة كل الثقل على الثنائي شادية وكمال الشناوي.
«سوق على مهلك» من أشهر الأغاني التي جمعت شادية وكمال الشناوي، في أفلاهما معًا، وترددت أخبار عن وجود قصة حب بين الطرفين في تلك الفترة التي عُرض فيها الفيلم وهو عام 1952، وهو العام الذي ظهر للثنائي معاً أربعة أفلام:
«بشرة خير» للمخرج حسن رمزي
«قليل البخت» للمخرج محمد عبد الجواد
«الهوا مالوش دوا» للمخرج يوسف معلوف
«حياتي أنت» للمخرج يوسف معلوف
بفضل المواقف والأفلام نشأت بينهما علاقة حب في الكواليس، كما قال ابن الشناوي في حوار له، وكادت تتوج بالزواج، إلا أنه فاجأ الجميع بالزواج من شقيقتها "عفاف شاكر"، وعلى الرغم من أن شادية كانت "طوق النجاة" بالنسبة له على حد قوله، وكانت من أهم الأشياء التي حدثت له في السينما. ربما كان ما حدث هو الذي دفع شادية إلى الزواج من الفنان عماد حمدي في يوم 22 يوليو عام 1953، لتغلق باب الشائعات التي تحدثت عن قصة مع كمال الشناوي، وقد أثار هذا الزواج الكثير من علامات الاستفهام، لم يتوقع أحد أن تتزوج شادية من آخر غير كمال الشناوي الذي قال في حوار له عام 2009 قبل وفاته: "إن الفنانة العظيمة شادية أهم وأحب مطربة شاركتني بطولة بعض أفلامي المميزة، وكانت طوق النجاة بالنسبة لي، وأضاف: "فبعد أن قُدم لى دور الفتى الأول فوجئت بأن الممثلات المطربات اللاتي يقفن أمامي أكبر من أن أتظاهر بالوقوع في حبهن، وكنت أبدو للمتفرج وقتها بأني شاب طامع في أموالهن، كما تبدو البطلة أمامي راغبة فقط في شبابي، لهذا كان لقائي بشادية من أهم الأشياء التي حدثت لي في السينما".

## أغاني الفيلم
الكلمات: عبد العزيز سلام
ألحان: أحمد صدقي
غناء: شادية
الأغاني: حياتي أنت - يا ليلة - أهلاً مرحبتين

## روابط خارجية
- مقالات تستعمل روابط فنية بلا صلة مع ويكي بيانات
- حياتي إنت على الدهليز
- حياتي إنت على كاروهات